# Wardner (Idaho)
Pour le jeu vidéo, voir Wardner.
Wardner est une ville américaine située dans le comté de Shoshone en Idaho.
Selon le recensement de 2010, Wardner compte 188 habitants. La municipalité s'étend alors sur 0,86 mille carré (2,23 km2).